# Quiberville
Quiberville és un municipi francès situat al departament del Sena Marítim i a la regió de Normandia. L'any 2007 tenia 508 habitants.

## Demografia

### Població
El 2007 la població de fet de Quiberville era de 508 persones. Hi havia 216 famílies de les quals 76 eren unipersonals (40 homes vivint sols i 36 dones vivint soles), 76 parelles sense fills, 56 parelles amb fills i 8 famílies monoparentals amb fills.
La població ha evolucionat segons el següent gràfic:
Habitants censats

### Habitatges
El 2007 hi havia 611 habitatges, 226 eren l'habitatge principal de la família, 377 eren segones residències i 8 estaven desocupats. 423 eren cases i 49 eren apartaments. Dels 226 habitatges principals, 153 estaven ocupats pels seus propietaris, 59 estaven llogats i ocupats pels llogaters i 14 estaven cedits a títol gratuït; 7 tenien una cambra, 28 en tenien dues, 44 en tenien tres, 65 en tenien quatre i 81 en tenien cinc o més. 208 habitatges disposaven pel capbaix d'una plaça de pàrquing. A 125 habitatges hi havia un automòbil i a 70 n'hi havia dos o més.

### Piràmide de població
La piràmide de població per edats i sexe el 2009 era:
| Homes | Edats   | Dones |
| ----- | ------- | ----- |
| 0     | 95 o +  | 0     |
| 0     | 90 a 94 | 4     |
| 4     | 85 a 89 | 4     |
| 8     | 80 a 84 | 12    |
| 12    | 75 a 79 | 16    |
| 8     | 70 a 74 | 0     |
| 28    | 65 a 69 | 28    |
| 12    | 60 a 64 | 8     |
| 4     | 55 a 59 | 4     |
| 12    | 50 a 54 | 8     |
| 8     | 45 a 49 | 12    |
| 24    | 40 a 44 | 12    |
| 20    | 35 a 39 | 24    |
| 24    | 30 a 34 | 28    |
| 8     | 25 a 29 | 12    |
| 4     | 20 a 24 | 0     |
| 12    | 15 a 19 | 16    |
| 28    | 10 a 14 | 16    |
| 24    | 5 a 9   | 24    |
| 8     | 0 a 4   | 16    |

## Economia
El 2007 la població en edat de treballar era de 306 persones, 214 eren actives i 92 eren inactives. De les 214 persones actives 191 estaven ocupades (104 homes i 87 dones) i 23 estaven aturades (14 homes i 9 dones). De les 92 persones inactives 44 estaven jubilades, 18 estaven estudiant i 30 estaven classificades com a «altres inactius».

### Ingressos
El 2009 a Quiberville hi havia 234 unitats fiscals que integraven 529 persones, la mediana anual d'ingressos fiscals per persona era de 18.866 €.

### Activitats econòmiques
Dels 18 establiments que hi havia el 2007, 1 era d'una empresa de fabricació d'altres productes industrials, 5 d'empreses de comerç i reparació d'automòbils, 7 d'empreses d'hostatgeria i restauració, 1 d'una empresa d'informació i comunicació, 1 d'una empresa immobiliària, 1 d'una empresa de serveis i 2 d'empreses classificades com a «altres activitats de serveis».
Els 4 serveis als particulars que hi havia el 2009 eren restaurants.
Dels 3 establiments comercials que hi havia el 2009, 1 era una botiga de més de 120 m², 1 una botiga de menys de 120 m² i 1 una botiga de mobles.
L'any 2000 a Quiberville hi havia 6 explotacions agrícoles que ocupaven un total de 240 hectàrees.

## Equipaments sanitaris i escolars
El 2009 hi havia una escola elemental integrada dins d'un grup escolar amb les comunes properes formant una escola dispersa.

## Poblacions més properes
El següent diagrama mostra les poblacions més properes.